# Mario Alfonso Velarde Pinto
Mario Velarde Pinto (Lima, Provincia de Lima, Perú, 3 de julio de 1990) es un futbolista peruano. Juega como mediocentro ofensivo y su equipo actual es Unión Comercio de la Liga 2 de Perú. Tiene 34 años.

## Trayectoria
Pasó su niñez en el Rímac, ante una convocatoria de Sporting Cristal, postuló y se formó en las canteras del club Sporting Cristal desde muy pequeño. Fue reconvertido en volante, ya que su posición original era de defensa. En el 2008 fue cedido al Inti Gas, club con  el cual ascendió a la Primera División, siendo fundamental en el esquema del equipo que logró el ascenso. 
En 2010 jugó por Cienciano de Cusco. En julio de ese año, fue cedido a préstamo a su antiguo club, Inti Gas, hasta el final de la temporada. Con el elenco ayacuchano consiguió clasificar a la Copa Sudamericana 2012 bajo el mando de Edgar Ospina. 
Fue contratado por el Juan Aurich de Chiclayo a inicios del 2011. En el 2012 se fue al León De Huánuco para jugar la Copa Sudamericana 2012 donde se eliminó contra Deportivo Quito. Aquel año jugó 16 partidos y peleó la baja.
El 2013 vuelve a Chiclayo para jugar el Campeonato Descentralizado 2013 y la Copa Sudamericana 2013.
En el 2014 cumple una gran campaña siendo una de los mejores de Unión Comercio ayudándolo a clasificar a la Copa Sudamericana 2015 jugando los 2 partidos contra las Águilas Doradas. Para el 2016 se va a la Segunda División de México jugando 6 partidos con los Cimarrones de Sonora durante 4 meses en el equipo.
El 4 de enero de 2018 ficha por Alianza Lima por toda la temporada 2018.
Para el 2019 ficha por Sport Huancayo para la Copa Sudamericana.
Tras no tener mucha continuidad ficha por Unión Comercio para el Torneo Clausura siendo su tercera etapa en el club. A final de temporada desciende de categoría.

## Selección
Fue también seleccionado Sub-15 y Sub-17.
Fue parte del elenco peruano que jugó con Inglaterra en Wembley jugando el partido.

## Clubes
| Club                 | País   | Año        |
| -------------------- | ------ | ---------- |
| Inti Gas             | Perú   | 2008- 2009 |
| Cienciano            | Perú   | 2010       |
| Inti Gas             | Perú   | 2010       |
| Juan Aurich          | Perú   | 2011       |
| León de Huánuco      | Perú   | 2012       |
| Juan Aurich          | Perú   | 2013       |
| Unión Comercio       | Perú   | 2014- 2015 |
| Cimarrones de Sonora | México | 2016       |
| Unión Comercio       | Perú   | 2016- 2017 |
| Alianza Lima         | Perú   | 2018       |
| Sport Huancayo       | Perú   | 2019       |
| Unión Comercio       | Perú   | 2019- 2020 |
| Deportivo Municipal  | Perú   | 2020       |
| Unión Comercio       | Perú   | 2021       |
| Alfonso Ugarte       | Perú   | 2022       |
| Comerciantes Unidos  | Perú   | 2022       |
| Carlos Stein         | Perú   | 2023       |
| San Marcos           | Perú   | 2024       |
| Estudiantil CNI      | Perú   | 2024       |
| Unión Comercio       | Perú   | 2025-      |

## Palmarés

### Campeonatos nacionales
| Título                    | Club        | País | Año  |
| ------------------------- | ----------- | ---- | ---- |
| Primera División del Perú | Juan Aurich | Perú | 2011 |